# Stazione di Lanzo Torinese
La stazione di Lanzo Torinese è una fermata ferroviaria della ferrovia Torino-Ceres. Serve il centro abitato di Lanzo Torinese, nella città metropolitana di Torino.
Precedemente gestita dal Gruppo Torinese Trasporti (GTT), dal 1 gennaio 2024 è gestita da Rete Ferroviaria Italiana (RFI).

## Storia
Fino al 1996 - 1997 era una stazione; in tale periodo fu trasformata in fermata.

## Strutture e impianti
Costruita secondo il progetto dell'ingegnere Scotti, possiede un fabbricato viaggiatori a tre piani fuori terra con tetto a falde in legno e rivestimento in lose; la struttura dell'edificio è in mattoni e cemento armato, ed addossato ad esso vi è una pensilina in legno, a falda unica, con manto di lamiera.
Al piano terra della stazione, costruita in stile liberty come tutte le successive, riprendendo il modello dello chalet svizzero, è presente un grande ingresso con biglietteria, sale d'attesa di prima e seconda classe, il deposito bagagli e l'ufficio del capostazione, mentre ai piani superiori vi è l'alloggio.
Originariamente era dotata di 2 binari ma dopo l'ammodernamento della linea è rimasta a binario unico.
La stazione è fornita di un fabbricato merci in muratura con tetto in legno e rivestimento in eternit.

## Servizi
La stazione dispone di:
- Biglietteria
- Bar
- Edicola
- Servizi igienici